# 瑾妃

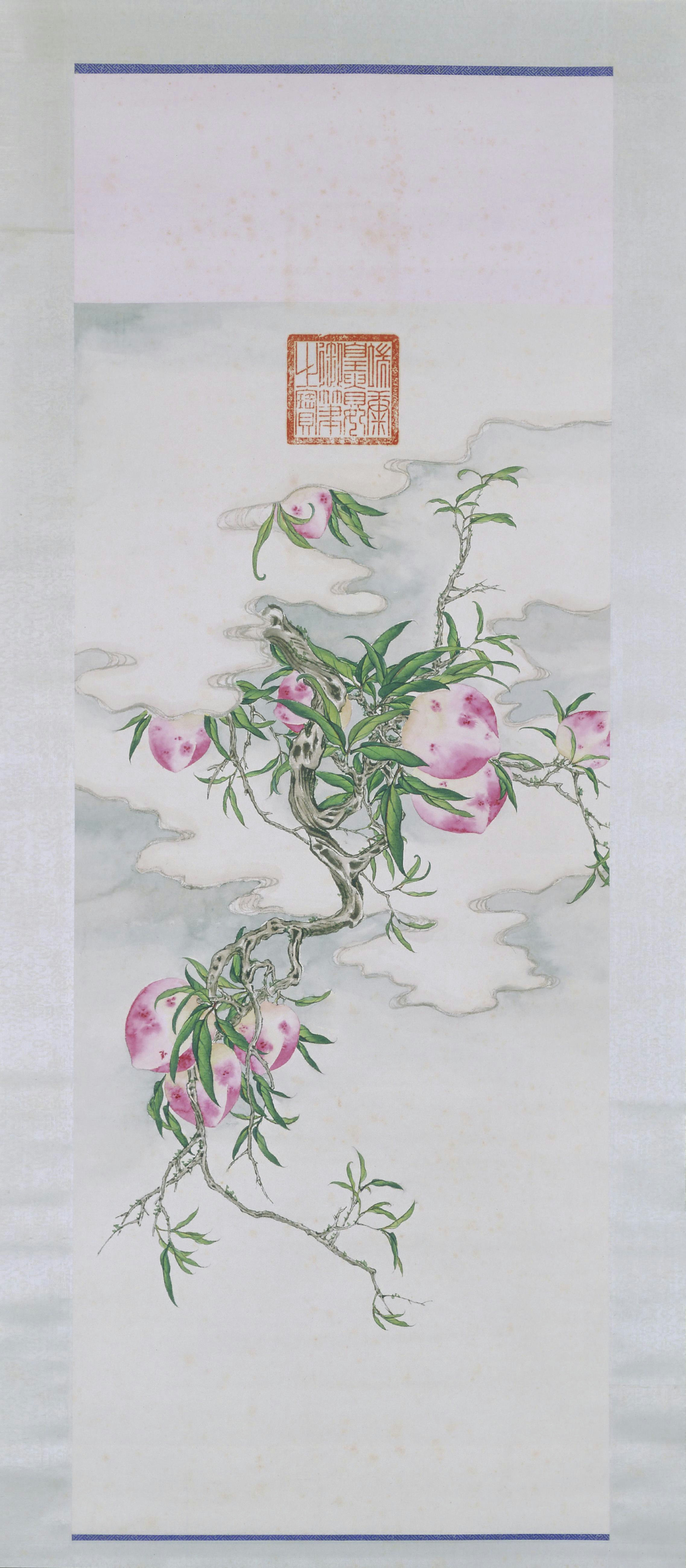
瑾妃绘《云中九桃图》（北京故宫博物院藏）

溫靖皇貴妃（1873年10月6日—1924年9月24日），通稱瑾妃，徽號端康皇貴妃，他塔喇氏，是扎木库地方他塔喇氏朗格之孙伊尔格尼的后裔。满洲镶红旗第一参领第十三佐领下人。禮部侍郎長敘之庶女，閩浙總督裕泰之孫女。光緒帝之妃。光绪帝恪順皇貴妃之胞姐。

## 早期生平
同治十三年在本家白庙胡同出生，她與同祖父的堂亲姐妹的排行中位居第十位。惟关于瑾妃生辰有不同的记载。瑾妃内侄唐海沂著《忆我的两位姑母——珍妃瑾妃》和《新整内务府杂件》記為八月十五日生，《清皇室四谱》和《星源集庆》記為八月二十日生，民国十二年十月的《新晨报》、宣统十五年升平署的《恩赏日记档》和《那桐日记》則記為八月二十二日生。
瑾妃和珍妃是為親姐妹的關係，瑾妃在家族中排行第四，珍妃則排行第五。目前知道，她們的一位嫡姐在光绪六年十一月十三日 (即聖祖仁皇帝忌辰) 嫁给了山西布政使葆亨之子博尔济吉特氏。瑾妃的父親长叙便因“婚嫁违制”而被革职。
根据《八旗都统衙门全宗档》记载，時年十三歲的瑾妃在光绪十二年二月十九日參加第一次选秀，光绪十三年二月十七日，以上一年记名秀女的身份與新一届的秀女一起参选，光绪十四年九月二十四日參加第三次选秀，光绪十四年十月初五日參加第四次选秀。為光緒帝大婚而舉行的外八旗選秀由光緒十二年選到光緒十四年，被記名的秀女需經多次的複選。

## 入宮伊初
光緒十四年（1888年）十月，在光緒帝的選后大典上，瑾妃和妹妹珍妃同時被指定為嬪，並在光緒十五年正月二十六日以瑾嬪和珍嬪的身分由本家粉子胡同接入宮。入宮後，瑾嬪住在東六宮永和宮，親妹珍嬪同樣住在東六宮景仁宮。瑾嬪不像珍嬪那般美貌靈巧，在宮中並未如妹妹珍嬪那般獲得光緒帝的寵愛，與皇后葉赫那拉氏那般受到冷落。
光绪二十年 (1894年) 正月初一日，慈禧皇太后因本年为自己六旬寿辰，以内庭妃嫔平日里侍奉自己十分谨慎為由，特颁谕内阁詔封瑾嬪和珍嬪為瑾妃和珍妃。不久之後的十月二十九日，慈禧太后以二妃作为后宫干预朝政，並且私下跟皇帝表示了一些请求為理由，將瑾妃和珍妃降為貴人以整肅內政。同年十一月初一日，慈禧太后另有两道懿旨发下，特别写在两个长方形的宮中則例上，悬挂在内廷里以警示后宫諸人。第一道宮中則例，瑾贵人和珍贵人被恩准在上殿当差随侍，改过自新。平日装饰衣服俱按照宫内的规矩穿戴，並且一切使用的物件都不准违例。除了遇年节時，允許兩人照例向皇上呈递食物，其餘時候均不准私自呈遞新巧希奇物件及穿戴等项。第二道宮中則例，皇后有统辖六宫之责。若妃嫔不遵家法，如在皇帝前干预国政颠倒是非，皇后應严加访查，从重惩办决不宽贷。
由此可見，瑾珍二妃有干预国政的情况，还有“乞请”的行为。日常的装饰衣服有时不依照宫内规矩使用，經常呈进给皇帝一些新奇的物件或者服饰。孝定景皇后对于瑾珍二妃似乎管理不力，没有拿出皇后应有的做派，抑或瑾珍二妃并不理會。

## 後期生平
值得一提的在光绪二十一年十月十五日，慈禧太后引閱记名秀女五人，分別为善庆之女、嵩昆之女、长澍之女、长立之女和英俊之女，惟最終均撂牌子。當日，慈禧太后下懿旨赏还了瑾貴人和珍貴人的妃位。戊戌变法後，瑾妃的親妹妹珍妃因得罪慈禧太后的而被逐出了景仁宫，住在景祺阁北的北三所。光緒二十六年（1900年）七月二十日，八國聯軍攻入京師，翌日慈禧太后攜宮眷出逃紫禁城，瑾妃便是其中一員。临行前，瑾妃的妹妹珍妃在宫中“殉难”。
瑾妃除去必要的少许支出外，大部分支出用在了慈禧太后和孝定景皇后身上，如為老祖宗置办「品月雪灰洋縐週身廂沿半寬袖棉襯衣二件」等衣物。因此，孝定景皇后常在自己的例银中撥出十两銀赏予瑾妃；慈禧太后則会借着各种理由赏予瑾妃銀兩作補貼，少則八十兩，多則一千兩。
光绪三十四年十月二十二日（1908年11月15日），慈禧太后在北京中南海儀鸞殿的後殿福昌殿去世后，瑾妃地位得到提升的同时，她的花费支出也大幅度增加。账单中出现了如“洗衣服胰皂一箱”、“洋鱼油烛二箱”、“洋式铁桌鐵椅一分”等西式產品。在光绪帝暂安和慈禧太后入葬定东陵時，瑾妃分别花费了三百八十五两和五百五十两来进行烧活。此外，還准备了供奉遗念的南木龛、五供和素纸花。
溥儀登基後，尊封瑾妃為兼祧皇考瑾貴妃，繼續居住在永和宮。宣統帝遜位後，在1913年3月上徽號為端康皇貴太妃。她和溥儀的關係一般。在1921年，溥儀生母醇親王嫡福晉瓜爾佳氏因受瑾妃訓斥而吞下鴉片煙自盡。獻哲皇貴妃作為清穆宗遺孀的領頭人，開始和以孝定景皇后為首的德宗遺孀進行鬥爭。因為宣統帝在法統上是穆宗和德宗的兼祧子，故而穆宗遺孀和德宗遺孀都希望更多的占有母權。
端康皇貴太妃是四大太妃中年齡最小、思想較開通的一員。她积极和宫外各势力走动串联以谋求复辟。同时将亲弟志锜的次女唐怡莹嫁给了醇王府世子溥杰为嫡妻，巩固雙方关系。民國十一年，在遜清朝廷為溥儀議婚時，端康皇貴太妃支持受西方教育的候選道輕車都尉榮源之女郭布羅婉容為皇后。
她在永和宮過著很有品味的生活，時常以丹青書法自娛。在永和宮的擺設中，有著數樣的瓶盤盆景，盆景上頭都鑲嵌著精緻出色的鐘錶和花鳥人物，同時她也是一位美食家，經常派人到京城附近的天福號買醬肘子供她吃早餐。由於她喜愛美食。因此，永和宮小膳房廚師的烹飪技術相當出色，遜清的王公舊臣都愛吃她賞的飯菜。
民国十二年八月二十二日为端康皇贵太妃五旬千秋，溥仪特请莲花落赵奎顺和徐狗子等於前一天进宫演唱八角鼓、杂耍等技。弼德院顧問大臣那桐呈进元青四则织金花纬成缎马褂料成件、翠蓝四则闪银花纬成缎衣料成件等物，獲端康皇貴太妃回赏酱色江绸蟒袍一件。辰初三刻五分在淑芳斋开戏，亥正一刻五分戏毕。

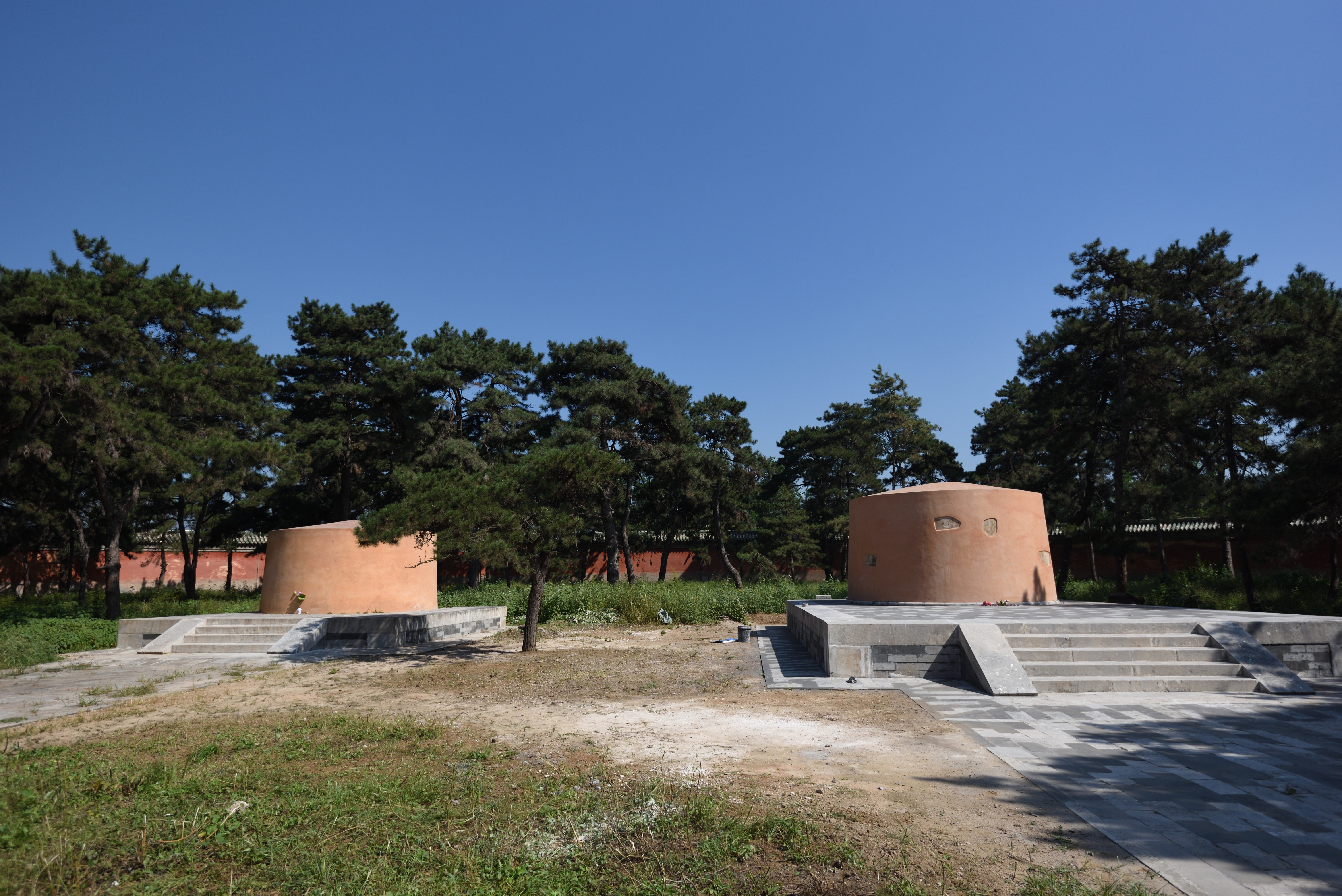
清崇陵妃园寝，左侧为瑾妃墓

民國十三年（1924年），端康太妃的生母趙氏七十大寿時，端康太妃回到中老胡同的娘家省亲。在和溥儀及其餘遜清皇室成員歡度中秋節後，瑾妃患了胀症，該年九月二十四日丑时便因情況惡化而在永和宮病逝，享年五十二歲。民国十三年十月二十三日辰时，由慈宁宫奉移广化寺暂安；十二月初十日以端康皇貴太妃的身分，下葬於光緒帝的崇陵妃園寢。民国十四年九月，溥儀賜諡曰溫靖皇貴妃。

## 家庭
- 祖先額爾古岱
  - 天祖父五達色，天祖母伊爾根覺羅氏
    - 高祖父全保，高祖母李佳氏
      - 曾祖父薩郎阿，曾祖母李氏
        - 祖父裕泰，祖母瓜爾佳氏
          - 父長敘，元配觉罗大学士寶興之女。繼配惠親王綿愉之女，即嘉慶帝親孫女。三配不入八分辅国公大學士載齡嫡女。載齡即康熙和榮妃馬佳氏之子允𧘲的五世孫，載齡的元配為道光帝孝靜成皇后博爾濟吉特氏的姐妹，即三配載齡之女是孝靜成皇后的外甥女。生母妾趙氏。
            - 弟志錡
            - 姐嫁博尔济吉特氏葆亨之子愃龄
            - 親妹珍妃

## 延伸阅读
[在维基数据编辑]
 《清史稿/卷214》，出自趙爾巽《清史稿》
 在维基共享资源阅览影像